# Tangata sylvester
Tangata sylvester là một loài nhện trong họ Orsolobidae.
Loài này thuộc chi Tangata. Tangata sylvester được Raymond Robert Forster & Norman I. Platnick miêu tả năm 1985.